# 桐山篤三郎

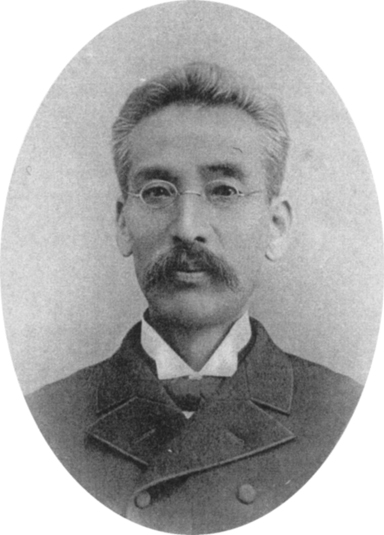
桐山篤三郎

桐山 篤三郎（きりやま とくさぶろう、1856年11月23日（安政3年10月26日） - 1928年（昭和3年）5月20日）は、教育者。東京物理学講習所（後の東京物理学校、現在の東京理科大学）の創立者の一人である。

## 経歴
- 1856年11月23日（安政3年10月26日） - 肥前国長崎に生まれる。
- 1880年（明治13年） - 東京大学仏語物理学科第3期卒業。
- 1881年（明治14年） - 東京物理学講習所の創立者の一人となる。
- 1885年（明治18年） - 東京物理学校維持同盟員となる。
- 1902年（明治35年）3月 - 長崎県立中学猶興館（現在の長崎県立猶興館高等学校）館長となる。
- 1908年（明治41年）12月 - 長崎県立中学猶興館館長を辞す。
上記のほか、東京大学助教授、海星中学校校長を務めた。